# Séneçon doronic
Senecio doronicum
«  Senecio doronicum » redirige ici. Ne pas confondre avec Doronicum.
Espèce
Classification phylogénétique
Statut de conservation UICN

 LC  : Préoccupation mineure
France 
Le Séneçon doronic (Senecio doronicum) est une espèce de plantes herbacées vivaces de 25-60 cm de la famille des Asteraceae et du genre Senecio.
Elle fleurit de juin à septembre, la pollinisation des fleurs est assurée par les insectes et la dispersion des graines par le vent.

## Étymologie
Le nom « séneçon » dérive du latin « senex, senecio » qui signifie « vieillard ». Cela évoque les aigrettes blanches, souvent duveteuses, surmontant les akènes que produisent certains séneçons.
« Doronic » tirerait son nom de l'arabe dorogini : plante vénéneuse indéterminée.

La pièce justificative la plus ancienne provient d'un poème médiéval traduit par Olivier de La Haye (Poème sur la Grande Peste) de 1425. Ce serait une traduction d'une source arabe ou persane. Ces indications se sont probablement rapportées aux fleurs de couleur jaune d'or pour en justifier le nom persan « daraniya » pour « or ».

## Identification rapide
Toute la plante est inodore
- Sa tige est dressée et peu feuillée.
- Ses feuilles sont entières, dentées, alternes, épaisses, plus ou moins velues. Les basales sont longuement pétiolées, les caulinaires sessiles et embrassantes
- Ses capitules (1, 2 ou 3) sont grands et jaune orangé
- Les bractées de l'involucre sont disposées sur un seul rang.

## Confusions possibles
Le Séneçon doronic peut être confondu avec Arnica montana. Cette astéracée peut pousser dans le même biotope que Senecio doronicum, mais ses feuilles sont opposées et beaucoup moins coriaces. De plus l'arnica dégage une odeur très particulière.
Confusion possible avec les espèces du genre Doronicum comme Doronicum pardalianches, dont les bractées sont disposées sur 2 ou 3 rangs ou Doronicum grandiflorum.

## Identification poussée
- souche épaisse et non rampante
- tige dressée, avec ou sans poils, peu feuillées, plus ou moins anguleuse vers le haut
- Feuilles épaisses plus ou moins velues (parfois cotonneuse dessous), irrégulièrement dentées.

Feuilles basales longuement pétiolées, à limbe décurrent.
Feuilles caulinaires devenant sessiles puis embrassantes en haut de la tige
- Grands capitules jaunes à orangés au nombre de 1, 2 ou 3, comprenant chacun 12 à 25 fleurs ligulées
- Involucre à 1 rang de bractées laineuses
- fruit (akène) glabre, aigrette 2 fois plus longue que l'akène.

## Photographies

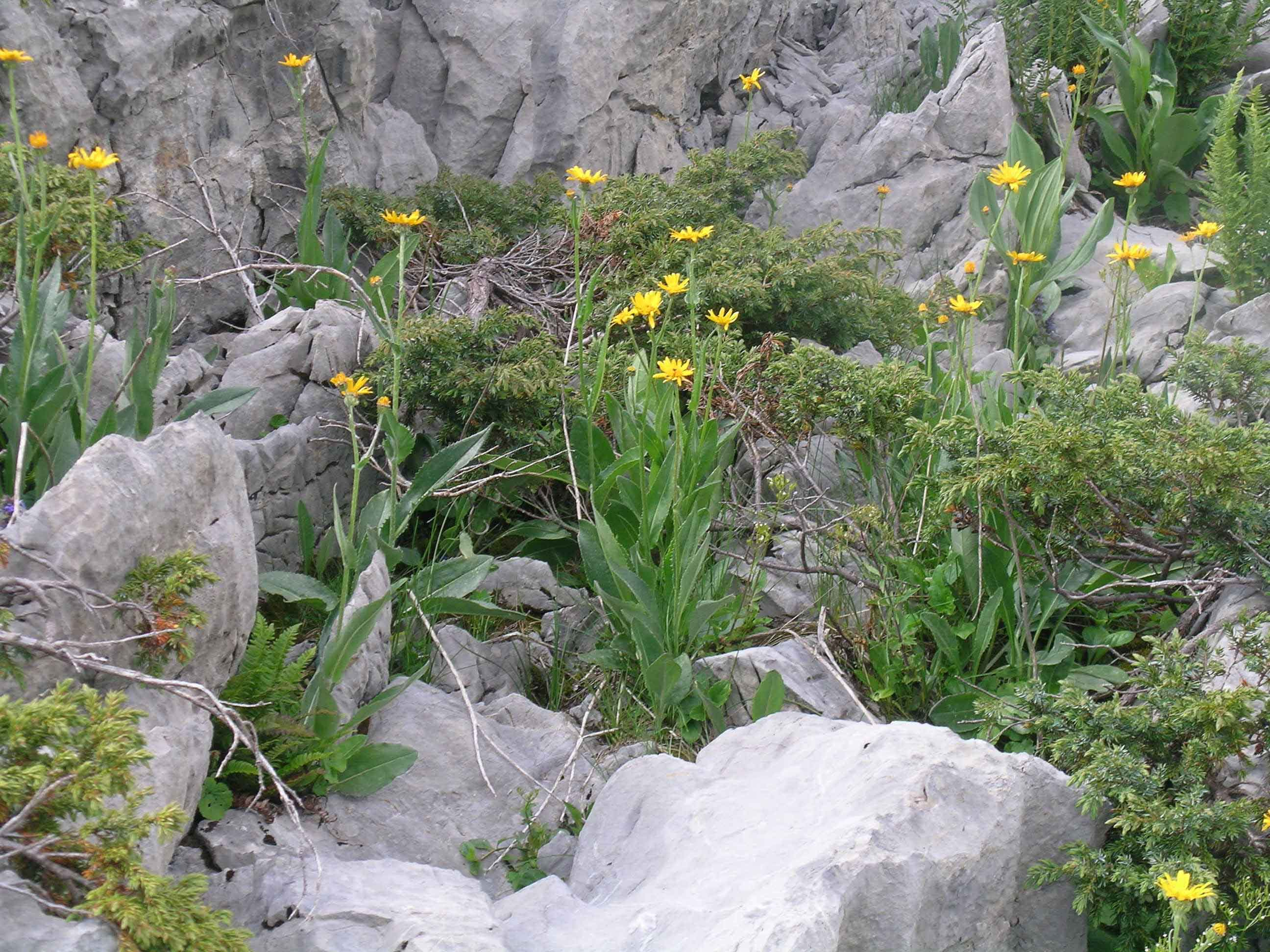
Senecio doronicum, vue générale
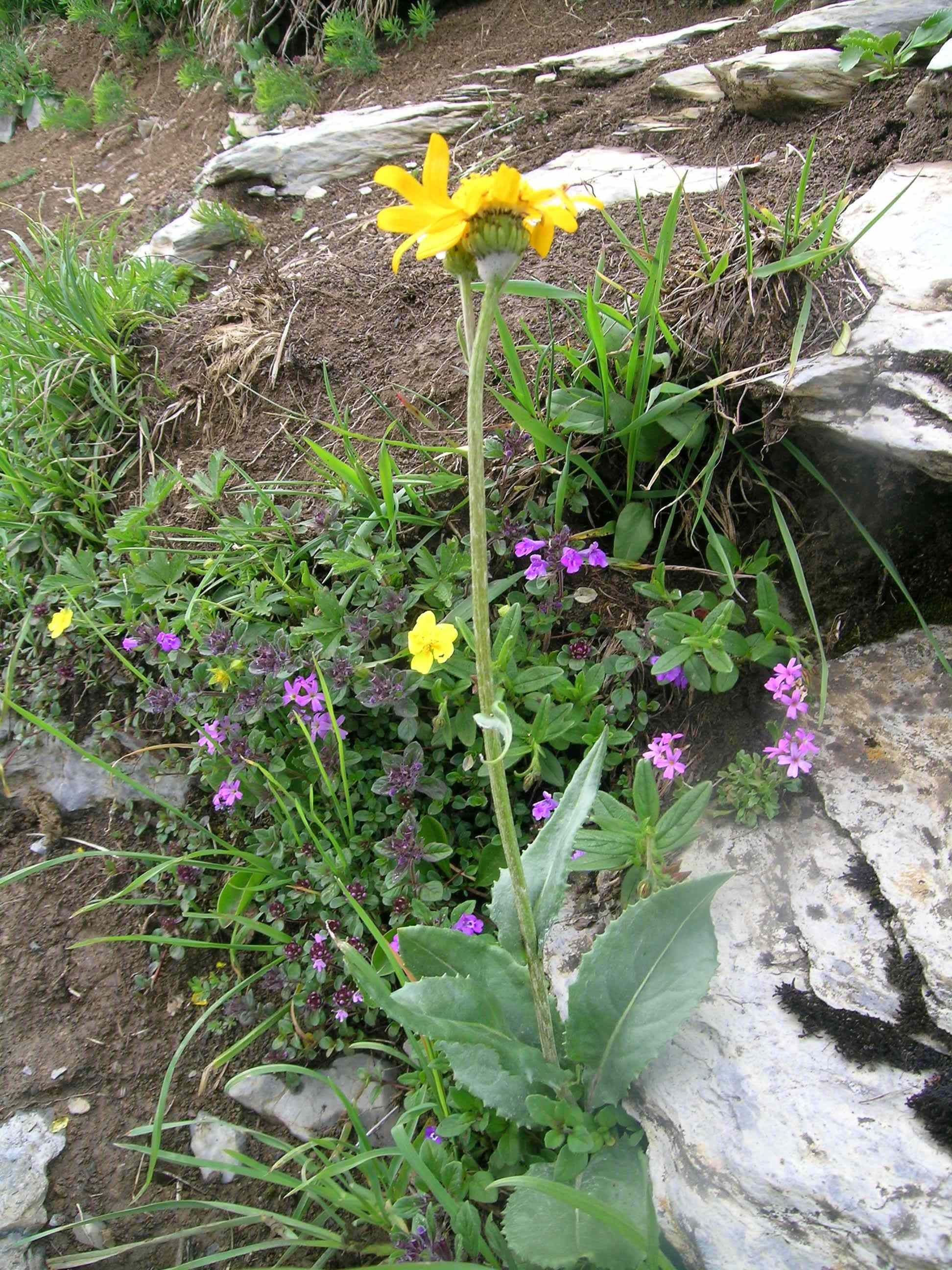
Senecio doronicum, tige florifère

Il ne faut pas confondre avec ces espèces :

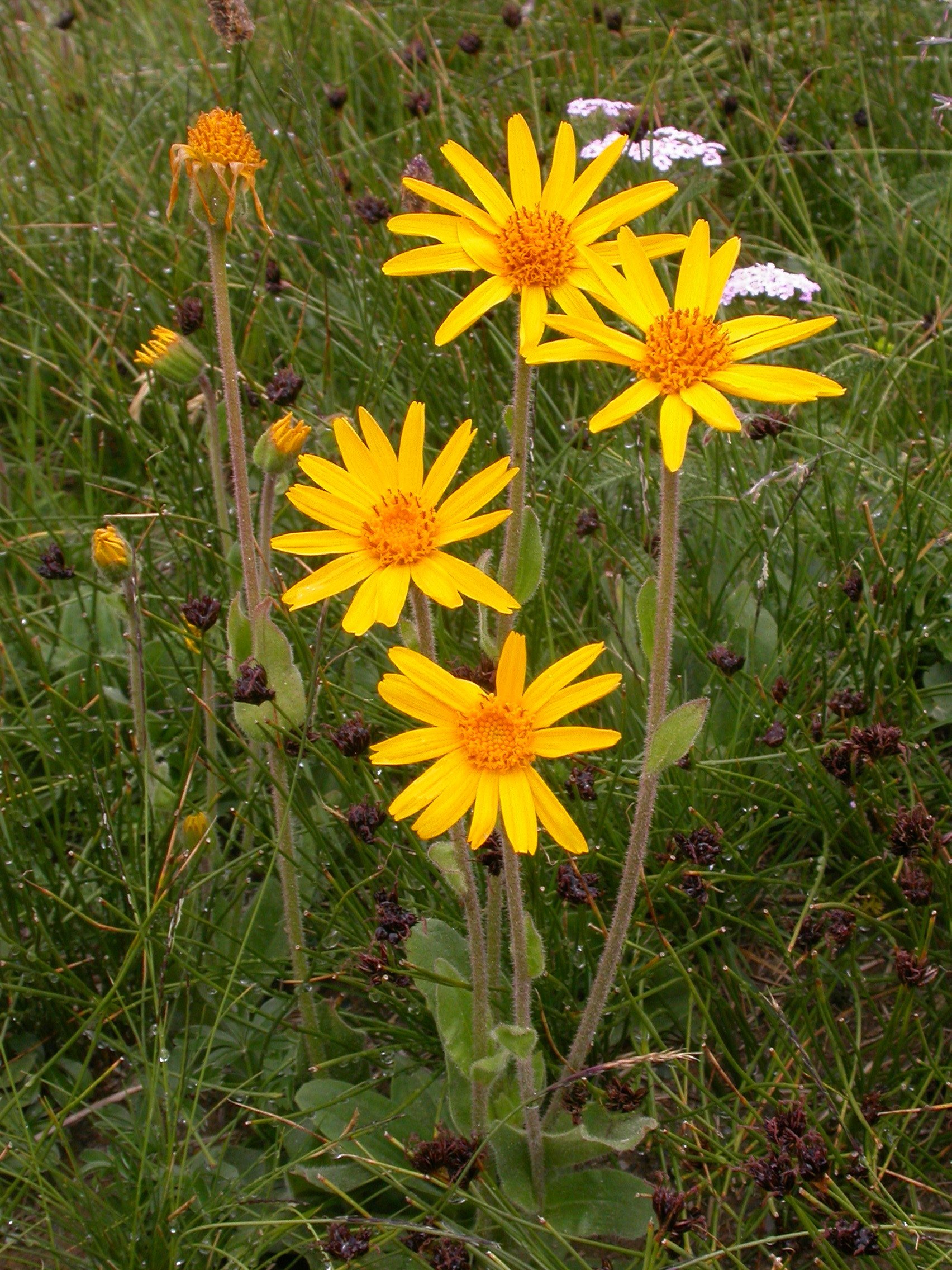
Arnica montana
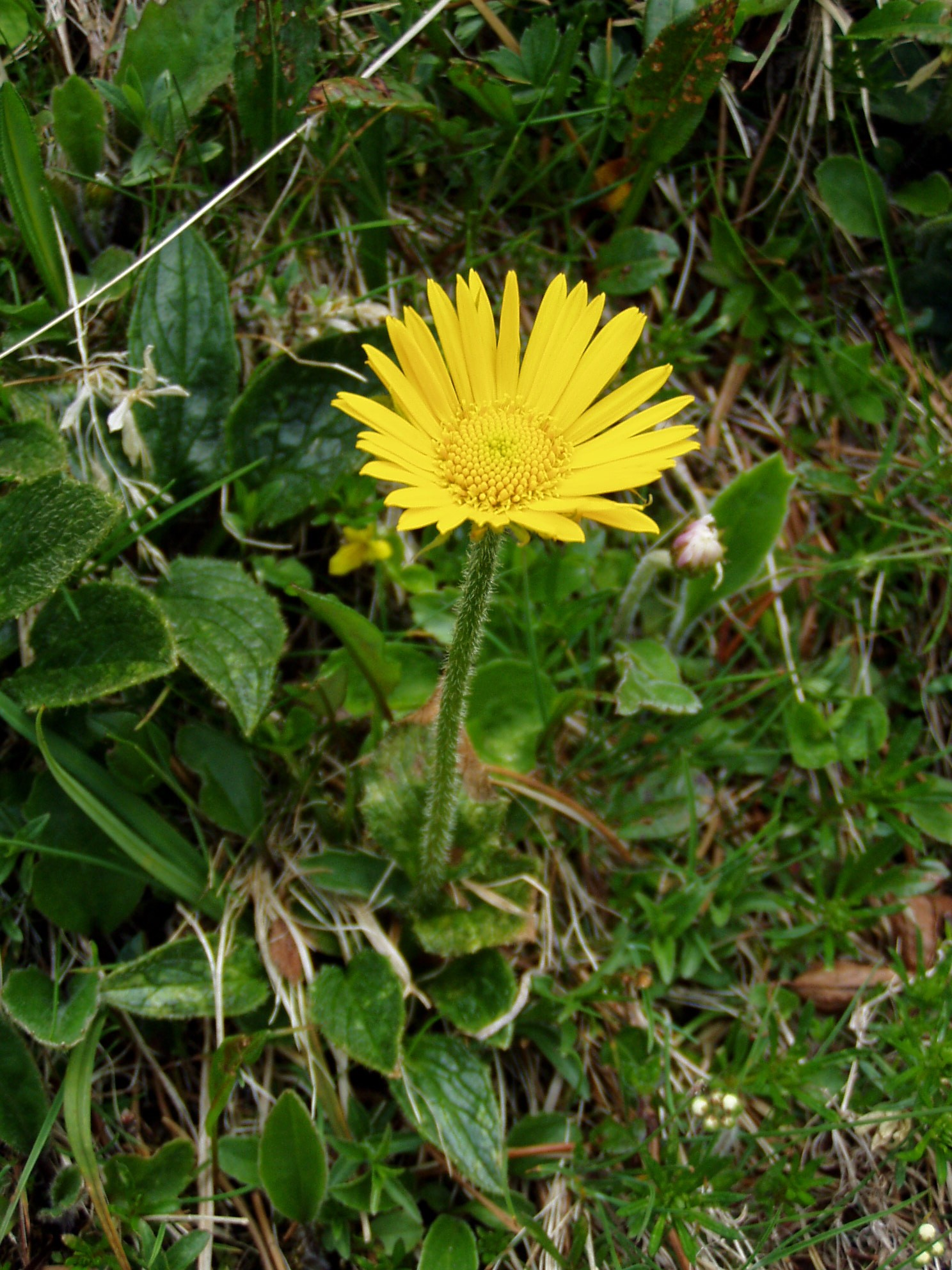
Doronicum glaciale
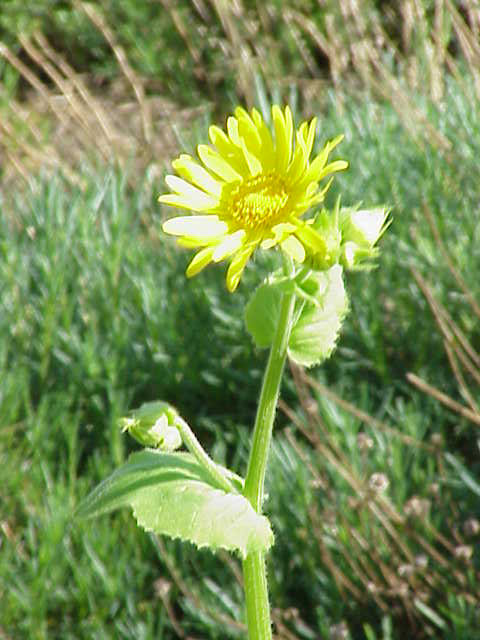
Doronicum pardalianches

## Aire de répartition

### Distribution française
Le Séneçon doronic est assez commun dans le Jura, les Alpes, le Massif central, les Pyrénées et les Corbières.
Il se déploie de l'étage montagnard à la base de l'étage alpin (de 1 200 à 2 500 m) mais est optimum à l'étage subalpin.

### Écologie
Le Séneçon doronic est une espèce héliophile. Elle affectionne les sols riches en bases (souvent en calcium), plus ou moins riches en éléments nutritifs et dont le pH est basique à légèrement acide. Elle apprécie les sols secs à frais.

#### Biotope
Senecio doronicum se plait au sein des pelouses calcicoles ou acidiphiles, pineraies et phases pionnières forestière des pineraies (Pin sylvestre ou Pin Mugo) et mélézins (Mélèze).

## Statuts de protection, menaces
L'espèce n'est pas considérée comme étant menacée en France. En 2021 elle est classée Espèce de préoccupation mineure (LC) par l'UICN. Toutefois localement l'espèce peut se raréfier : elle est considérée en Danger (EN) en Franche-Comté.

## Usage
Cultivée comme plante ornementale. Toute la plante est toxique.

## Synonyme
- Doronicum helveticum Mill.